# O'Brien Road (Île-du-Prince-Édouard)
O'Brien Road est une communauté dans le comté de Prince sur l'Île-du-Prince-Édouard, au Canada, à l'ouest d'Alberton.